# Handbook of the Mammals of the World
Handbook of the Mammals of the World (w skrócie HMW) – 9-tomowa seria opracowań książkowych opublikowanych w latach 2009–2019 przez hiszpańskie wydawnictwo Lynx Edicions. Zawiera dokładny opis wszystkich rodzin, gatunków i podgatunków ssaków, mapy rozmieszczenia oraz ilustracje i zdjęcia. Jest to drugi duży projekt Lynx Edicions, po wydawanej od 1992 roku serii publikacji książkowych opisujących wszystkie gatunki ptaków: Handbook of the Birds of the World.
Głównymi redaktorami opracowania są: Russell Mittermeier i Don E. Wilson we współpracy z Conservation International, Texas A&M University i IUCN. Don E. Wilson jest także edytorem szczegółowego spisu wszystkich gatunków ssaków: Mammal Species of the World. Rozmiary poszczególnych tomów to 31 na 24 cm.
Uzupełnieniem serii jest 2-tomowe wydawnictwo Illustrated Checklist of the Mammals of the World, opublikowane w 2020 roku, zawierające zaktualizowaną taksonomię, uaktualnione zasięgi występowania, statusy zagrożenia IUCN itp., oraz All the Mammals of the World, opublikowane w 2023 roku.

## Lista tomówHandbook of the Mammals of the World

### Tom 1: Carnivores
Tom opublikowany w maju 2009 roku. Tom pierwszy poświęcony jest opisowi gatunków mięsożernych. Obejmuje 13 rodzin i szczegóły taksonomii, zasięg występowania, zajmowane siedliska, charakterystykę rozmnażania się, zachowanie i status ochrony 245 gatunków. Ma ponad 400 kolorowych fotografii i 257 map występowania.
Dodatkowe szczegóły: 728 stron. ISBN 978-84-96553-49-1.
| - nandiniowate (Nandiniidae) - kotowate (Felidae) - linzangi (Prionodontidae) - wiwerowate (Viverridae) - hienowate (Hyaenidae) - mangustowate (Herpestidae) - falanrukowate (Eupleridae) - psowate (Canidae) - niedźwiedziowate (Ursidae) - pandkowate (Ailuridae) - szopowate (Procyonidae) - skunksowate (Mephitidae) - łasicowate (Mustelidae) |

### Tom 2: Hoofed Mammals
Tom wydany w sierpniu 2011 roku. Drugi tom poświęcony jest ssakom kopytnym. Obejmuje opis 54 rodzajów należących do 17 rodzin. Zawiera szczegóły taksonomii, zasięg występowania, zajmowane siedliska, charakterystykę rozmnażania się, zachowanie i status ochrony 279 gatunków. Ma 664 kolorowych fotografii i 433 map występowania.
Dodatkowe szczegóły: 886 stron. ISBN 978-84-96553-77-4.
| - mrównikowate (Orycteropodidae) - góralkowate (Procaviidae) - słoniowate (Elephantidae) - łuskowcowate (Manidae) - koniowate (Equidae) - tapirowate (Tapiridae) - nosorożcowate (Rhinocerotidae) - świniowate (Suidae) - pekariowate (Tayassuidae) - hipopotamowate (Hippopotamidae) - wielbłądowate (Camelidae) - kanczylowate (Tragulidae) - piżmowcowate (Moschidae) - jeleniowate (Cervidae) - widłorogowate (Antilocapridae) - żyrafowate (Giraffidae) - wołowate (Bovidae) |

### Tom 3: Primates
Tom został wydany w marcu 2013 roku. Opisuje gatunki z rzędu naczelnych.
Dodatkowe szczegóły: Rozmiar: 31 × 24, 728 stron. ISBN 978-84-96553-49-1.
- wyrakowate (Tarsiidae)
- lorisowate (Lorisidae)
- galagowate (Galagidae)
- lemurkowate (Cheirogaleidae)
- lemurowate (Lemuridae)
- lepilemurowate (Lepilemuridae)
- indrisowate (Indriidae)
- palczakowate (Daubentoniidae)
- koczkodanowate (Cercopithecidae)
- pazurkowcowate (Callitrichidae)
- płaksowate (Cebidae)
- ponocnicowate (Aotidae)
- sakowate (Pitheciidae)
- czepiakowate (Atelidae)
- gibbonowate (Hylobatidae)
- orangowate (Pongidae)
- człowiekowate (Hominidae)

### Tom 4: Sea Mammals
Tom został wydany w lipcu 2014 roku. Opisuje gatunki ssaków morskich.
| - manatowate (Trichechidae) - diugoniowate (Dugongidae) - fokowate (Phocidae) - uchatkowate (Otariidae) - morsowate (Odobenidae) - suzowate (Platanistidae) - Lipotidae - zyfiowate (Ziphiidae) - iniowate (Iniidae) - Pontoporiidae - delfinowate (Delphinidae) - narwalowate (Monodontidae) - morświnowate (Phocoenidae) - kaszalotowate (Physeteridae) - kogiowate (Kogiidae) - walowate (Balaenidae) - walenikowate (Neobalaenidae) - pływaczowate (Eschrichtiidae) - płetwalowate (Balaenopteridae) |

### Tom 5: Monotremes and Marsupials
Tom został wydany w czerwcu 2015 roku. Opisuje gatunki ssaków workowatych:
- dydelfowate (Didelphidae)
- zbójnikowate (Caenolestidae)
- beztorbiki (Microbiotheriidae)
- mrówkożerowate (Myrmecobiidae)
- niełazowate (Dasyuridae)
- jamrajowate (Peramelidae)
- krety workowate (Notoryctidae)
- koalowate (Phascolarctidae)
- wombatowate (Vombatidae)
- pałankowate (Phalangeridae)
- kanguroszczurowate (Potoroidae)
- kangurowate (Macropodidae)
- drzewnicowate (Burramyidae)
- pseudopałankowate (Pseudocheiridae)
- lotopałankowate (Petauridae)
- ostronogowate (Tarsipedidae)
- akrobatkowate (Acrobatidae)

### Tom 6: Lagomorphs and Rodents I
Tom został wydany w lipcu 2016 roku. Opisuje zajęczaki i 4 rodziny gryzoni.
- szczekuszkowate (Ochotonidae)
- zającowate (Leporidae)
- bobrowate (Castoridae)
- karłomyszowate (Heteromyidae)
- gofferowate (Geomyidae)
- wiewiórolotkowate (Anomaluridae)
- postrzałkowate (Pedetidae)
- gundiowate (Ctenodactylidae)
- gundioszczurowate (Diatomyidae)
- jeżozwierzowate (Hystricidae)
- szczecińcowate (Thryonomyidae)
- skałoszczurowate (Petromuridae)
- golce (Heterocephalidae)
- kretoszczurowate (Bathyergidae)
- ursonowate (Erethizontidae)
- pakowate (Cuniculidae)
- kawiowate (Caviidae)
- agutiowate (Dasyproctidae)
- szynszylowate (Chinchillidae)
- pakaranowate (Dinomyidae)
- szynszyloszczurowate (Abrocomidae)
- tukotukowate (Ctenomyidae)
- koszatniczkowate (Octodontidae)
- kolczakowate (Echimyidae)
- sewelowate (Aplodontiidae)
- wiewiórkowate (Sciuridae)
- popielicowate (Gliridae)

### Tom 7: Rodents II
Tom został wydany w listopadzie 2017 roku. Opisuje resztę gryzoni nieopisanych w tomie 6.
- smużki (Sminthidae)
- skoczomyszki (Zapodidae)
- skoczkowate (Dipodidae)
- kolcosznicowate (Platacanthomyidae)
- ślepcowate (Spalacidae)
- myszochomikowate (Calomyscidae)
- malgaszomyszowate (Nesomyidae)
- chomikowate (Cricetidae)
- myszowate (Muridae)

### Tom 8: Insectivores, Sloths and Colugos
Tom został wydany w lipcu 2018 roku. Opisuje gatunki ssaków owadożernych.
- pancernikowate (Dasypodidae)
- Chlamyphoridae
- mrówkojadowate (Myrmecophagidae)
- mrówkojadkowate (Cyclopedidae)
- leniuchowcowate (Megalonychidae)
- leniwcowate (Bradypodidae)
- tenrekowate (Tenrecidae)
- wodnice (Potamogalidae)
- złotokretowate (Chrysochloridae)
- ryjkonosowate (Macroscelididae)
- ogonopiórowate (Ptilocercidae)
- tupajowate (Tupaiidae)
- lotokotowate (Cynocephalidae)
- jeżowate (Erinaceidae)
- ryjówkowate (Soricidae)
- kretowate (Talpidae)
- almikowate (Solenodontidae)

### Tom 9: Bats
Tom został wydany w październiku 2019 roku. Opisuje gatunki nietoperzy.
- rudawkowate (Pteropodidae)
- brodawkonosowate (Rhinopomatidae)
- świnionosowate (Craseonycteridae)
- lironosowate (Megadermatidae)
- rogonosowate (Rhinonycteridae)
- płatkonosowate (Hipposideridae)
- podkowcowate (Rhinolophidae)
- upiorowate (Emballonuridae)
- bruzdonosowate (Nycteridae)
- ssawkonogowate (Myzopodidae)
- wąsonosowate (Mystacinidae)
- rybakowate (Noctilionidae)
- furiakowate (Furipteridae)
- przylgowcowate (Thyropteridae)
- straszakowate (Mormoopidae)
- liścionosowate (Phyllostomidae)
- lejkouchowate (Natalidae)
- molosowate (Molossidae)
- podkasańcowate (Miniopteridae)
- włosiakowate (Cistugidae)
- mroczkowate (Vespertilionidae)

## Identyfikatory ISBN
- ISBN 978-84-96553-49-1 (t. 1)
- ISBN 978-84-96553-77-4 (t. 2)
- ISBN 978-84-96553-89-7 (t. 3)
- ISBN 978-84-96553-93-4 (t. 4)
- ISBN 978-84-96553-99-6 (t. 5)
- ISBN 978-84-941892-3-4 (t. 6)
- ISBN 978-84-16728-04-6 (t. 7)
- ISBN 978-84-16728-08-4 (t. 8)
- ISBN 978-84-16728-19-0 (t. 9)
- ISBN 978-84-16728-36-7 (2-tomowa Illustrated Checklist of the Mammals of the World)